# Липовац (Алексинац)
Липовац је насеље у Србији у општини Алексинац у Нишавском округу. Према попису из 2022. било је 249 становника (према попису из 1991. било је 509 становника). Изнад села се налазе рушевине тврђаве Липовац из средњег века, док је испод ње смештен манастир Липовац, који се налази под заштитом републике Србије, као споменик културе од изузетног значаја.

## Демографија
У насељу Липовац живи 362 пунолетна становника, а просечна старост становништва износи 46,6 година (43,9 код мушкараца и 49,5 код жена). У насељу има 153 домаћинства, а просечан број чланова по домаћинству је 2,64.
Ово насеље је скоро у потпуности насељено Србима (према попису из 2002. године), а у последњих пет пописа примећен је пад у броју становника.
|  |

| Демографија | Демографија | Демографија |
| Година      | Становника  | Становника  |
| ----------- | ----------- | ----------- |
| 1948.       | 881         |             |
| 1953.       | 896         |             |
| 1961.       | 787         |             |
| 1971.       | 641         |             |
| 1981.       | 606         |             |
| 1991.       | 509         | 505         |
| 2002.       | 418         | 419         |

| Етнички састав према попису из 2002.‍ | Етнички састав према попису из 2002.‍ | Етнички састав према попису из 2002.‍ | Етнички састав према попису из 2002.‍ | Етнички састав према попису из 2002.‍ |
| ------------------------------------ | ------------------------------------ | ------------------------------------ | ------------------------------------ | ------------------------------------ |
|                                      |                                      |                                      |                                      |                                      |
| Срби                                 | Срби                                 |                                      | 410                                  | 98,08%                               |
| Роми                                 | Роми                                 |                                      | 8                                    | 1,91%                                |
| непознато                            | непознато                            |                                      | 0                                    | 0,0%                                 |

| Година пописа     | 1948. | 1953. | 1961. | 1971. | 1981. | 1991. | 2002. |
| ----------------- | ----- | ----- | ----- | ----- | ----- | ----- | ----- |
| Број домаћинстава | 153   | 163   | 155   | 141   | 139   | 134   | 153   |

| Број чланова      | 1  | 2  | 3  | 4  | 5 | 6 | 7 | 8 | 9 | 10 и више | Просек |
| ----------------- | -- | -- | -- | -- | - | - | - | - | - | --------- | ------ |
| Број домаћинстава | 27 | 66 | 20 | 24 | 9 | 6 | 0 | 1 | 0 | 0         | 2,64   |

| Пол    | Укупно | Неожењен/Неудата | Ожењен/Удата | Удовац/Удовица | Разведен/Разведена | Непознато |
| ------ | ------ | ---------------- | ------------ | -------------- | ------------------ | --------- |
| Мушки  | 189    | 49               | 119          | 17             | 4                  | 0         |
| Женски | 183    | 28               | 119          | 36             | 0                  | 0         |
| УКУПНО | 372    | 77               | 238          | 53             | 4                  | 0         |

| Пол    | Укупно                    | Пољопривреда, лов и шумарство | Рибарство                            | Вађење руде и камена | Прерађивачка индустрија       |
| ------ | ------------------------- | ----------------------------- | ------------------------------------ | -------------------- | ----------------------------- |
| Мушки  | 112                       | 89                            | 0                                    | 0                    | 8                             |
| Женски | 68                        | 50                            | 0                                    | 0                    | 0                             |
| УКУПНО | 180                       | 139                           | 0                                    | 0                    | 8                             |
| Пол    | Производња и снабдевање   | Грађевинарство                | Трговина                             | Хотели и ресторани   | Саобраћај, складиштење и везе |
| Мушки  | 2                         | 3                             | 2                                    | 2                    | 1                             |
| Женски | 0                         | 0                             | 0                                    | 0                    | 0                             |
| УКУПНО | 2                         | 3                             | 2                                    | 2                    | 1                             |
| Пол    | Финансијско посредовање   | Некретнине                    | Државна управа и одбрана             | Образовање           | Здравствени и социјални рад   |
| Мушки  | 0                         | 0                             | 2                                    | 1                    | 0                             |
| Женски | 0                         | 0                             | 1                                    | 1                    | 3                             |
| УКУПНО | 0                         | 0                             | 3                                    | 2                    | 3                             |
| Пол    | Остале услужне активности | Приватна домаћинства          | Екстериторијалне организације и тела | Непознато            | Непознато                     |
| Мушки  | 1                         | 0                             | 0                                    | 1                    | 1                             |
| Женски | 13                        | 0                             | 0                                    | 0                    | 0                             |
| УКУПНО | 14                        | 0                             | 0                                    | 1                    | 1                             |